# Di Độ
Di Độ (tiếng Trung: 弥渡县, Hán Việt: Di Độ thị) là một huyện thuộc Châu tự trị dân tộc Bạch Đại Lý tại tỉnh Vân Nam, Cộng hòa Nhân dân Trung Hoa. Huyện này có diện tích 2498 km2, dân số năm 2002 là 440.000 người. Huyện lỵ tại trấn Di Độ Thành.

## Các đơn vị hành chính
Huyện Di Độ quản lý các đơn vị hành chính sau:
- Các trấn: Di Độ Thành (弥城镇)、Hồng Nham (红岩镇)、Tân Nhai (新街镇) và Dân Nha (寅街镇)
- Các hương: Tư Lực (苴力乡)、Mật Chỉ (密祉乡)、Đức Tư (德苴乡) và Ngưu Nhai Di tộc (牛街彝族乡).